# Edu Waskowsky
Eduard (Edu) Waskowsky (Rotterdam, 1 december 1934 – Groningen, 31 december 1976) was een Nederlands schilder en beeldhouwer.

## Leven en werk

### Jeugd en opleiding
Waskowsky was een zoon van Eduard Waskoswky, stoker op de binnenvaart (ook genoemd als pijpfitter bij Werkspoor), en Petronella Alberta Kerkhof. Hij was een jongere broer van de dichter Riekus Waskowsky. Waskowsky ging na de lagere school naar de ambachtsschool, waar hij onder andere leerde lassen. Vervolgens volgde hij twee jaar een studie scheepsbouwkunde aan de hogere technische school van Dordrecht, die hij niet afmaakte. Van 1952 tot 1955 volgde hij schilderlessen aan de kunstacademie in Rotterdam. Af en toe werkte hij als lasser op Rotterdamse scheepswerven. Ook de kunstacademie leverde geen diploma op: in het laatste jaar wenste Waskowsky - tegen de wil van zijn ouders en school in - geen eindexamen te doen en hij verliet de academie voortijdig.

## Latere leven
In 1957 verhuisde Waskowsky naar het Groningse Wedde, omdat zijn toenmalige vrouw Mieke Fischer daar een baan kreeg aangeboden. Hier raakte hij bevriend met de kunstenaars Jo van Dijk en Martin Tissing. Een jaar later maakte hij zijn eerste ruimtelijke beelden in ijzer en hout. In 1962 verhuisde Waskowsky naar de stad Groningen en in 1963 scheidde hij van Fischer. Hij trouwde met Japien met wie hij twee zonen zou krijgen.
Samen met Tissing, Van Dijk en Henri de Wolf vormde Waskowsky het kunstenaarscollectief Gr4K. Zij exposeerden in 1965 in het Groninger Museum. Waskowsky nam onder andere deel aan de Achtste Biënnale Middelheim in Antwerpen en in 1966 aan een tentoonstelling in het Musée Rodin in Parijs.
Hoewel Waskowsky begin jaren 1960 relatief veel bekendheid genoot, werd zijn werk in die periode weinig verkocht. Voor financiële ondersteuning deed hij in 1963 een beroep op de Beeldende Kunstenaars Regeling. Eind jaren zestig mocht Waskowsky enkele monumenten vervaardigen; onder meer een beeld voor het nieuwe politiebureau in Ter Apel (1966) en een messing plastiek voor de Groningse Van Lieflandschool (1969).

## Joods monument
In 1969 kreeg Waskowsky van het comité Joods Monument de opdracht een monument ter nagedachtenis van de ruim 3000 in de Tweede Wereldoorlog omgekomen Joodse Groningers te maken. Het kreeg een plaats aan de Hereweg en werd in 1977, na zijn overlijden, in onvoltooide staat onthuld. Het was namelijk uitdrukkelijk Waskowsky's wens dat het niet door iemand anders werd afgemaakt.

## Afbeeldingen

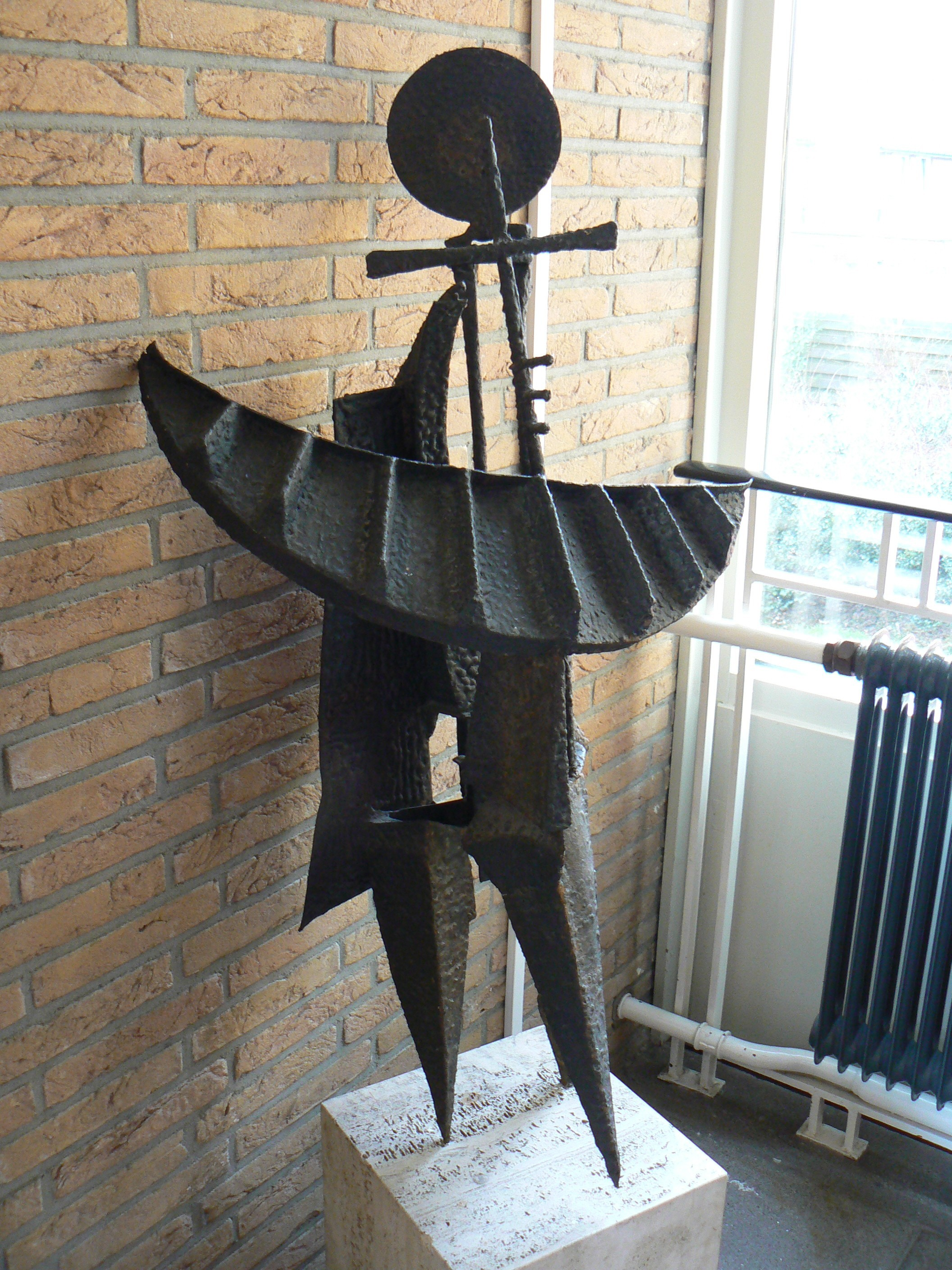
Sculptuur in Muntendam
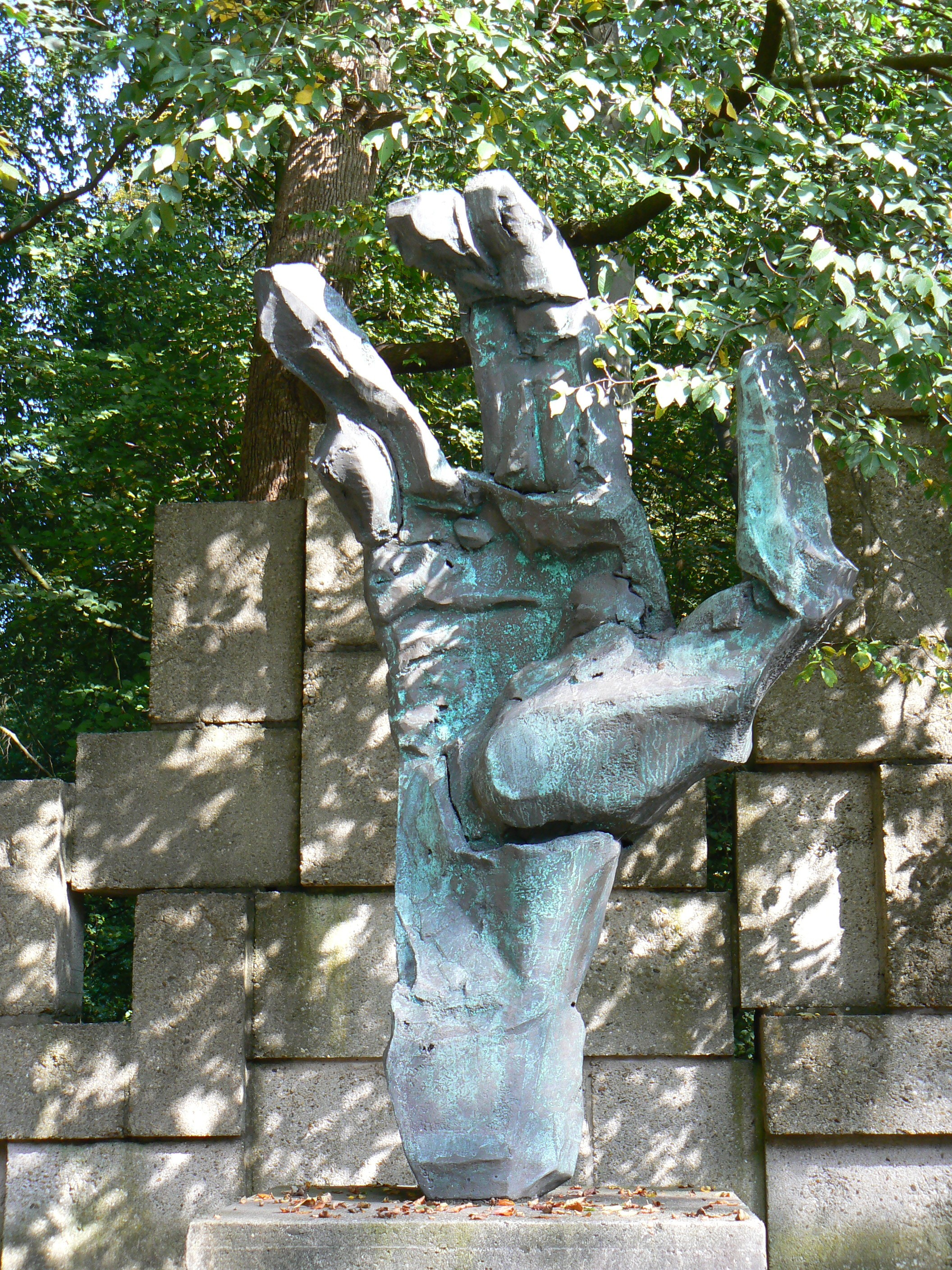
Detail Joods monument

- Biografisch Portaal: 32485794
- International Standard Name Identifier: 0000 0003 9508 4536
- Nederlandse Thesaurus van Auteursnamen: 091049474
- RKD-Nederlands Instituut voor Kunstgeschiedenis: 82953
- Virtual International Authority File: 289765771
- WorldCat: E39PBJd3MYw7qGMdP8gw83r8YP